# 93e régiment d’infanterie
Das 93e régiment d’infanterie  war ein französisches Infanterieregiment, das bis 1815 und dann wieder von 1855 bis 1997 bestand. Aufgestellt wurde es 1706 als „Régiment d’Enghien“ der königlichen Armee des Ancien Régime.

## Aufstellung und signifikante Änderungen
Aufgestellt wurde das Regiment am 1. Februar 1706 durch Louis-Henri de Bourbon-Condé, duc d’Enghien, ging am 15. September 1709 in den Besitz von Charles de Bourbon, comte de Charolais und am 1. April 1716 in den Besitz von Louis de Bourbon, comte de Clermont über. Nach dem Tod des letzteren blieb das Regiment ohne Inhaber bis zum 17. Juli 1788, als es an Louis Antoine Henri de Bourbon-Condé, duc d’Enghien übergeben wurde, der somit der letzte Regimentsinhaber war.
- 1706: Aufstellung des Régiment d’Enghien
- 1. Januar 1791: Umbenennung in „93e régiment d’infanterie (ci–devant d’Enghien)“[1]
- 1794: Im Zuge der Premier amalgame (Erste Zusammenlegung) wurde das Regiment aufgeteilt. Das 1. Bataillon wurde zur Aufstellung der „169e demi-brigade de bataille“ und das 2. Bataillon zur Aufstellung der „170e demi-brigade de bataille“ verwendet.
- 1796: Mit der Organisationsänderung der Zweiten Zusammenlegung (Deuxième amalgame) wurde die „93e demi-brigade d’infanterie“ aufgestellt.  Sie bestand aus:

der vormaligen „41e demi-brigade de bataille“
mit dem vormaligen 1. Bataillon des 41e régiment d’infanterie (ci-devant Guyenne)
mit dem vormaligen 2. „Bataillon des volontaires du Doubs“
dem vormaligen 4. „Bataillon des volontaires de l’Eure“
der vormaligen „207e demi-brigade de bataille“
mit dem vormaligen 10. „Bataillon des volontaires du Doubs“
mit dem vormaligen 14. „Bataillon des volontaires des Vosges“
mit dem vormaligen 10. „Bataillon des volontaires de la Côte d’Or“
- 24. September 1803: Im Zuge der erneuten Reorganisation erfolgte die Umbenennung in „93e régiment d’infanterie de ligne“. Dieses hatte mit dem vormaligen „Régiment d’Enghien“ allerdings nichts mehr zu tun.[2]
- 1815: Auflösung.
- 1855: Durch die Umwandlung der „Leichten Infanterie“ in „Linieninfanterie“ wurde aus dem „18e régiment d’infanterie légère“[3] das „93e régiment d’infanterie de ligne“.
- 1882: Umbenennung in „93e régiment d’infanterie“.
- 1920: Auflösung (Die Tradition wurde vom 65e régiment d’infanterie fortgeführt).
- 1939: Wiederaufstellung.
- 1940: Auflösung.
- 1945: Provisorische Wiederaufstellung im Maquis.
- 1946: Aktiv als 93e bataillon d’infanterie.
- 1948: Verstärkung zum „93e régiment d’infanterie“.
- 1964: Auflösung.
- 1979: Wiederaufstellung.
- 1997: Auflösung.

## Mestres de camp/Colonels
Mestre de camp war von 1569 bis 1661 und von 1730 bis 1780 die Rangbezeichnung für den Regimentsinhaber und/oder für den mit der Führung des Regiments beauftragten Offizier. Die Bezeichnung „Colonel“ wurde von 1721 bis 1730, von 1791 bis 1793 und ab 1803 geführt. 
Nach 1791 gab es keine Regimentsinhaber mehr.
Sollte es sich bei dem Mestre de camp/Colonel um eine Person des Hochadels handeln, die an der Führung des Regiments kein Interesse hatte (wie z. B. der König oder die Königin), so wurde das Kommando dem „Mestre de camp lieutenant“ (oder „Mestre de camp en second“) respektive dem „Colonel-lieutenant“ oder „Colonel en second“ überlassen. 
- 1. Februar 1706: Louis de Beaupoil, comte de Sainte–Aulaire, gefallen bei Rumersheim am 16. August 1709
- 26. April 1710: Léon de Madaillan de Lesparre, marquis de Lassay
- 15. April 1726: Louis-Gabriel des Acres, comte de Laigle
- 10. September 1744: Louis–Joseph de Beaumont, marquis d’Autichamp,
- 10. Juli 1747: Jean–François, comte de Billy
- 23. Januar 1750: François–Alexandre, comte de Polignac
- 7. Mai 1750: Antoine de Malvin, chevalier de Montazet
- 16. Mai 1760: François Auzon de Lammerville
- 1. Dezember 1762: Charles de Malvin, marquis de Montazet
- 1. März 1784: Marie–Yves, marquis de Goulet
- 25. Juli 1791: Sylvain–Joseph, chevalier de Grammont

Zwischen 1794 und 1803 gab es keine Regimenter, nur zusammengesetzte Demi-brigades
- 1803 bis 1809: Baron Rémy Grillot
- 1809 bis 1813: Pierre François Bauduin
- 1813 bis 1815: Nicolas Marchal, verwundet in der Schlacht bei Borodino am 7. September 1812 und in der Völkerschlacht bei Leipzig am 16. September 1813

93e régiment de ligne
- 1856 bis 1857: Eugène–Jacques–Charles Paulze d'Ivoy
- 1857 bis 1866: Jules–Louis–Marie Pissonet de Bellefonds

93erégiment d'infanterie
- 1866 bis 1874: Louis–Jean–Baptiste Ganzin
- 1874 bis 1881: Émile–Auguste Heintz
- 1881 bis 1886: Georges Lecluze
- 1886 bis 1890: Charles–Marie–Louis comte Boscal de Réals
- 1890 bis 1896: Gustave–Étienne Ragaine
- 1896 bis 1902: Groth
- 1902 bis 1903: Bérard
- 1903 bis 1904: Micheau
- 1904 bis 1906: d’Arazc
- 1906 bis 1910: Antoine de Villaret
- 1910 bis 1914: de Laporte d’Huste
- 1914: Colonel Hétet, tödlich verwundet in der Nacht vom 7. auf den 6. September bei Fère-Champenoise
- 1914 bis 1915: Lieutenant-colonel Jahan, gefallen am 25. September 1915 bei Tourbe in der Champagne
- 1915 bis 1918: Commandant (dann Lieutenant-colonel) Lafouge, gefallen am Chemin des Dames am 27. Mai 1918.
- 27. Mai 1918: Capitaine Delafosse übernahm vertretungsweise das Kommando bis zum Kriegsende.

- 7. Juni 1918 bis 1922: Lieutenant-colonel Berducou
- 1939 bis 1940: Lieutenant-Colonel Moreau
- 1940: Lieutenant-Colonel Le Balle
- 1944 bis 1945: Germain (Einheit des Maquis).

- 1946 bis 1947: Chef de bataillon Bernachot
- 1947 bis 1948: Lieutenant–colonel Besson
- 1948 bis 1950: Colonel Ginestet
- 1950 bis 1952: Colonel Micheau
- 1952 bis 1954: Colonel Prud'homme
- 1954 bis 1955: Colonel Sarraute-Darrivière
- 1955 bis 1956: Lieutenant–colonel Chalandon
- 1957 bis 1958: Colonel Jaud
- 1958 bis 1960: Colonel Charlet
- 1960 bis 1961: Colonel Gazeau
- 1961 bis 1962: Colonel Abrial
- 1962 bis 1964: Lieutenant–colonel Thozet
- 1979: Colonel Vernant
- 1979 bis 1983: Lt-Colonel (CR) Muller
- 1983 bis 1986: Lt-Colonel (CR) Crombe
- 1986 bis 1988: Lieutenant–colonel Hervé
- 1988 bis 1993: Lieutenant–colonel Laudren
- 1993 bis 1996: Colonel Louis
- 1996 bis 1997: Lieutenant–colonel Cochin

## Ausstattung

### Fahnen
Das Regiment führte drei Fahnen, eine weiße Leibfahne (Drapeau colonelle) und zwei Ordonnanzfahnen.

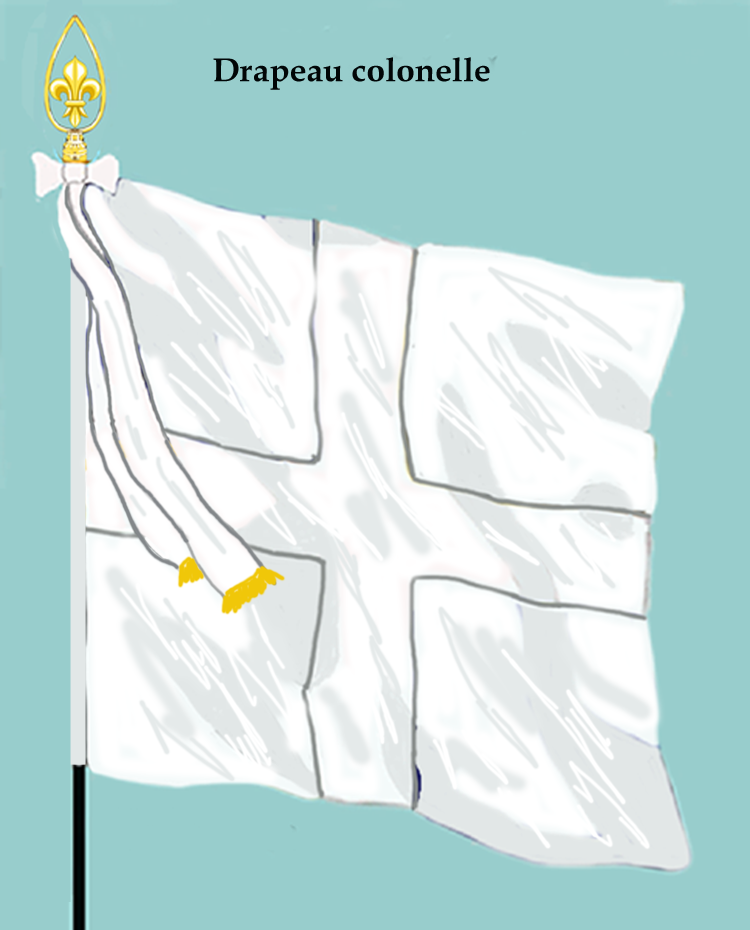
Weiße Leibfahne (Drapeau colonelle)
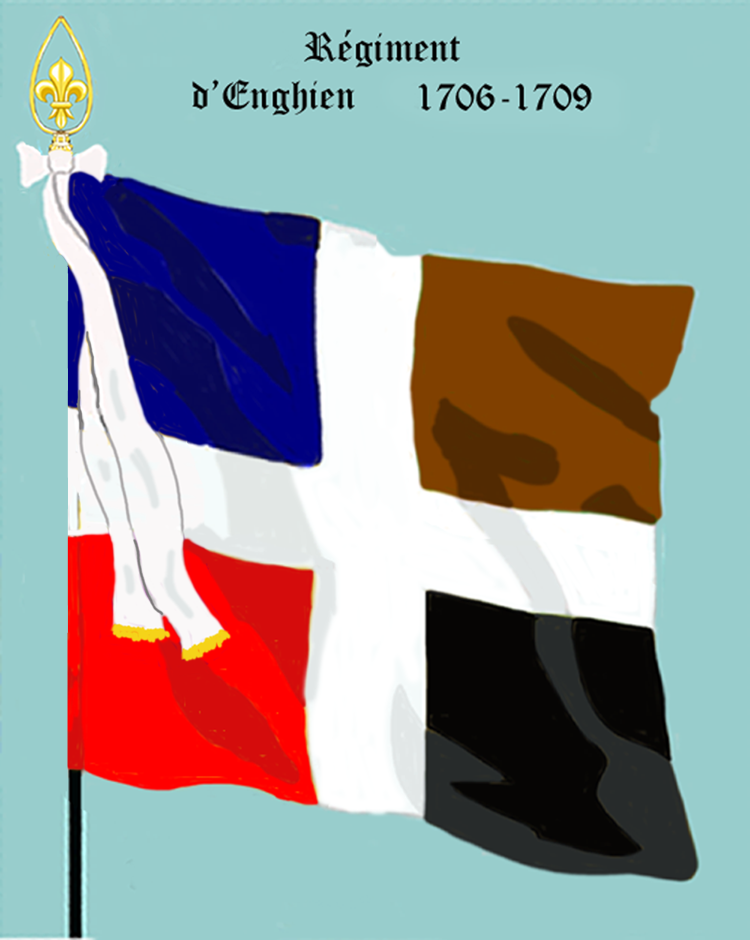
Rég Enghien 1706/1710 & Comte de Charolais

### Uniformierung

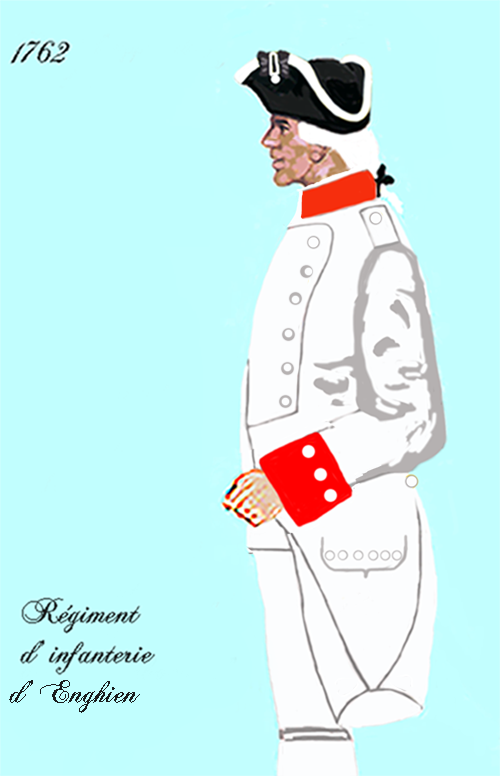
Rég Enghien 1762
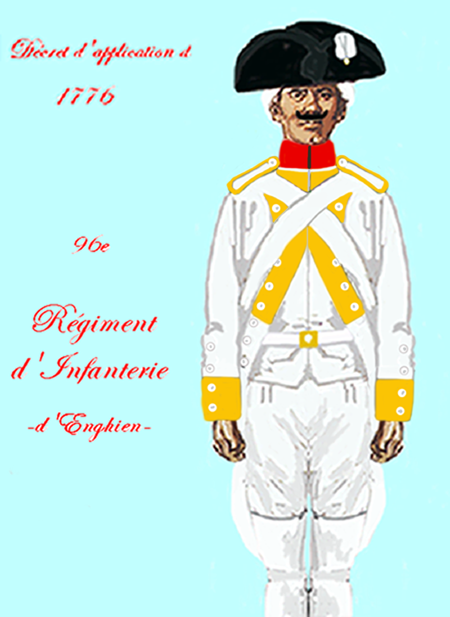
Rég Enghien 1776–1779
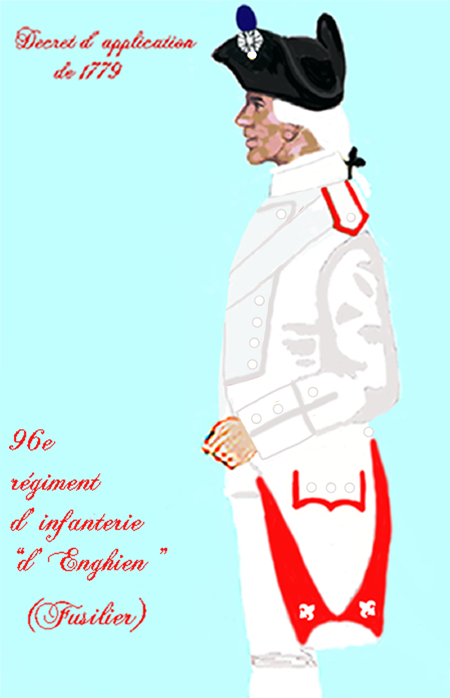
Rég Enghien 1779–1791
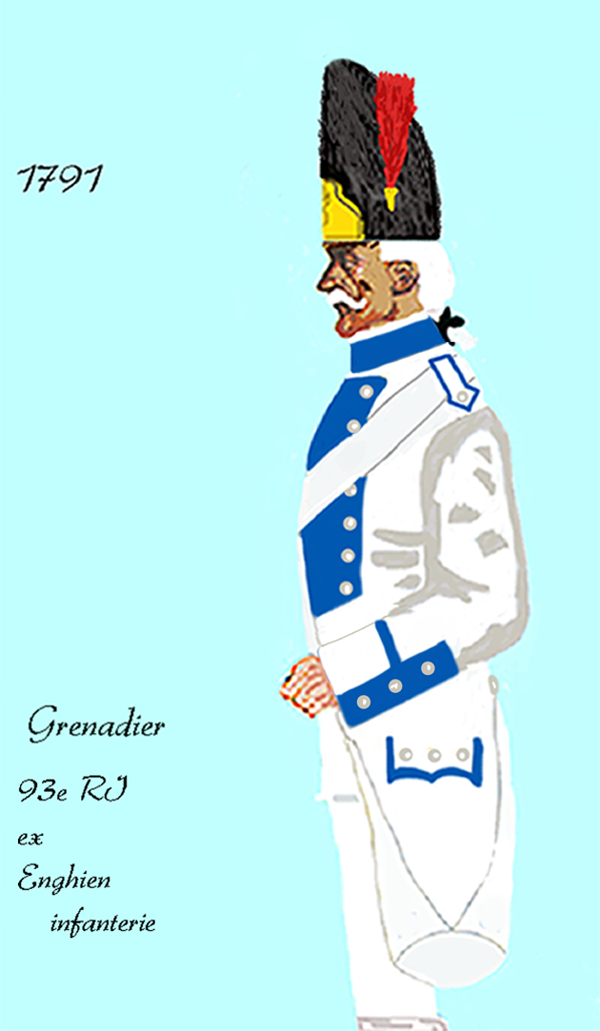
93e RI 1791
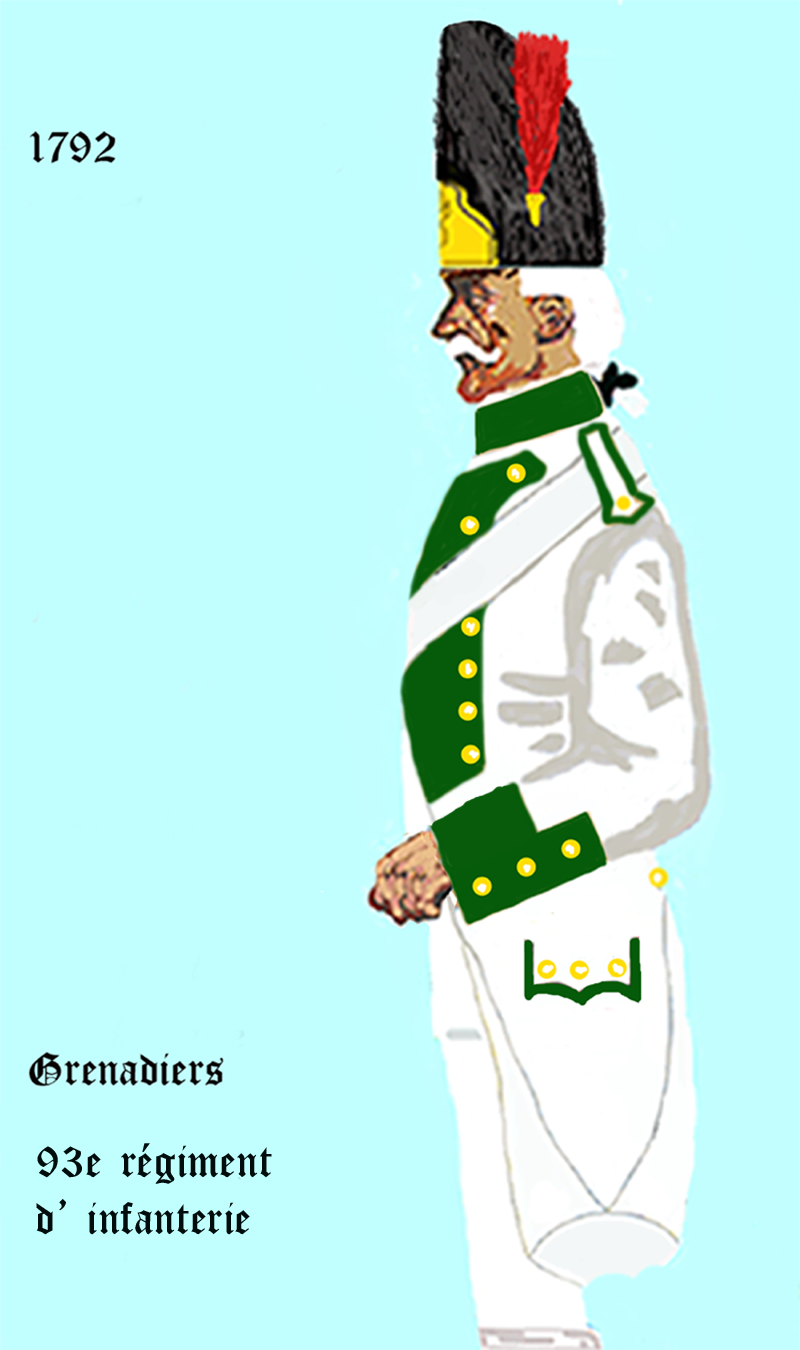
93e RI 1792

## Einsätze

### Spanischer Erbfolgekrieg (1701 bis 1714)
- 1707: Seinen ersten Einsatz hatte das Regiment unter dem Kommando von Maréchal de Villars beim Angriff auf die Bühl-Stollhofener Linie. Es marschierte unter de Villars durch Schwaben und Franken, wobei es eine Anzahl von Kriegsgefangenen aus der Zweiten Schlacht bei Höchstädt befreien konnte, die in rechtsrheinischen Städten festgehalten wurden.
- 1708: Ein Bataillon wurde nach Flandern abgestellt wo es die dortigen Streitkräfte verstärkte, die in  der Schlacht bei Oudenaarde stark dezimiert worden waren. Während der Belagerung von Lille blieb das Bataillon im Feldlager von Meldert (heute Teil von Aalst). Das andere Bataillon stand ohne Aktion im Elsaß.
- 1709: Das Regiment konnte sich am 26. August im Gefecht bei Rumersheim-le-Haut auszeichnen, in dem sich 20.000 französische und österreichische Soldaten gegenüberstanden. Kommandant der Österreicher war Feldmarschall Claudius Florimund Mercy, der sich gegen die Franzosen nicht durchsetzen konnte und 1200 Gefallene beklagen musste, im Gegensatz zu 131 gefallenen Franzosen. Der Ort Rumersheim ging dabei in Flammen auf. Das „Regiment d’Enghien“ griff mit ungezügelter Wucht an und verlor dabei den Kommandanten, den Colonel-lieutenant de Sainte-Aulaire und dessen Stellvertreter den Colonel-lieutenant de Virieu. Danach zog es sich in die Ausgangsstellung an die Lauter zurück. Im Oktober wurde es beauftragt, zusammen mit dem Régiment de Rouergue und dem Régiment de Royal-Bavière das Gebiet an der Saar zu überwachen. Bis zum Frieden blieb es in diesem Gebiet, bewegte sich nach Straßburg, dann wieder an die Saarlinie und war 1713 an der Einnahme von Landau und Freiburg im Breisgau beteiligt.

Durch die Verringerung der Armee nach dem Friedensschluss 1714 wurde das Regiment auf ein Bataillon reduziert. Es nahm mit der Nummer 96 den letzten Platz in der Rangliste der Infanterieregimenter ein. Dieser Rang, den es bis zum Ende der königlichen Armee behalten sollte, führte letztendlich zu einem Spottvers, der jedoch der Realität nicht standhielt.

« Enghien !

Dernier au feu,

Premier au pain. »

„Enghien !

Letztes im Feuer,

Erstes am Brot.“

Dieser letzte Rang brachte im auch die letzte Stelle der Marschordnung und die erste Stelle bei Arbeitseinsätzen ein.
Im Jahre 1727 befand es sich im Feldlager an der Saône.

### Polnischer Thronfolgekrieg (1733 bis 1738)
- 1733: Feldzug am Rhein
- 1734: Teilnahme am Angriff auf die Ettlinger Linien und an der Einnahme von Philippsburg. Am 16. Dezember wurde wieder ein 2. Bataillon aufgestellt.
- 1735: Gefecht bei Klausen. Nach Kriegsende erfolgte die Verlegung nach Straßburg.

### Österreichischer Erbfolgekrieg (1742 bis 1748)
- 1742: Zusammen mit dem Régiment d’Auvergne marschierte es im März nach Bayern, machte Station in Donauwörth und Neuburg und zog dann weiter nach Böhmen. Hier war es an der Einnahme von Elbogen und Kaaden beteiligt. Danach erfolgte der Rückzug nach Braunau am Inn und die Einquartierung in Landshut. Im Dezember, während des Rückzugs der Garnison aus Prag wurde die Einheit unter seinem Colonel-lieutenant Comte de Chamborant nach Burglengenfeld kommandiert. Nachdem es den Übergang der Truppen von Maréchal Belle-Isle über die Naab gedeckt hatte, wurde „d’Enghien“ nach Landshut abgestellt.
- 1743: Nach der Evakuierung von Landshut wurde die Burg Wörth besetzt. Hier konnte eine Furt über die Donau gesichert werden. Es bildete eine Brigade mit dem Régiment de Picardie Am 2. April nahmen die Grenadiere unter dem Kommando von Colonel-lieutenant Desbarreaux vom Régiment de La Marck an dem Überfall bei Bischofsmais auf einen österreichischen Geldtransport teil, der vom Husarenregiment Forgatz gesichert wurde. Die Husaren wurden verjagt, der Geldtransport erbeutet. Am 11. April verließ „Enghien“ Wörth, 100 Mann blieben als Wache zurück und marschierte nach Regenstauf, um die beiden Regimenter zu ersetzen, die zur Ablösung der Garnison von Eger eingeteilt und  abgezogen wurden. Kurz danach verlegte es nach Deggendorf, wo es sich im Gefecht am 27. Mai auszeichnen konnte. Dabei brannte fast die gesamte Stadt nieder. Das Regiment verlor den Capitaine Rollin und 24 Mann an Gefallenen. Nachdem Karl Alexander von Lothringen begann über die Donau zu gehen, marschierte das Regiment nach Donauwörth, dann nach Regensburg und von dort aus an den Rhein. Das 2. Bataillon unter dem Kommando von Capitaine Lamarre wurde während des Rückzuges abgestellt, den Tross mit den Verwundeten und Kranken der Armee zu beschützen. Nach der Rückkehr nach Frankreich war die Einheit im Elsaß eingesetzt und kämpfte im Gefecht bei Rheinweiler. Am nächsten Tag erreichte das 131 Mann starke Detachement, das unter dem Capitaine Prisselet zur Verteidigung von Ingolstadt zurückgeblieben war, die Einheit. „Enghien“ verbrachte den Winter in der Festung Hüningen.

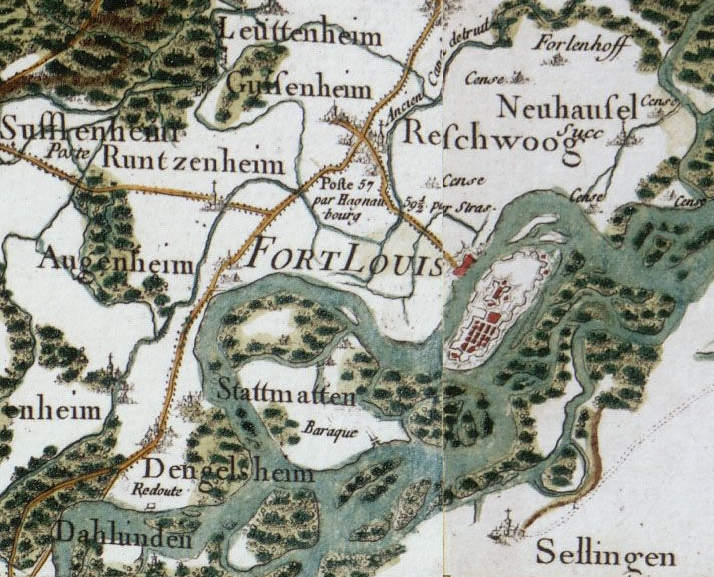
Lage von Suffelsheim, Augenheim und Fort-Louis

- 1744: Bei Beginn der österreichischen Invasion befand sich das Regiment im Fort-Louis. Es stand bei der Wiedereinnahme von Wissembourg und der Verteidigung der Linien an der Lauter, führte Gefechte bei Soufflenheim und bei Augenheim, zog dann nach Straßburg und beendete den Feldzug vor Freiburg im Breisgau.
- 1745: Angriff auf Kronenbourg[5]
- 1746: Einsatz an der Maas und vor Mons. Das Regiment wurde bei der Belagerung von Mons, Charleroi und Namur verwendet. Vor Namur ist der Capitaine Prisselet gefallen. Es folgte der Einsatz in der Schlacht bei Roucourt und in der Champagne.
- 1747: Schlacht bei Lauffeldt, in der der Colonel-lieutenant d’Autichamp gefallen ist.
- 1748: Belagerung von Maastricht

Während der Friedenszeit lag das Regiment 1754 zunächst im Lager von Saarlouis und verlegte 1756 nach Honfleur

### Siebenjähriger Krieg (1756 bis 1763)

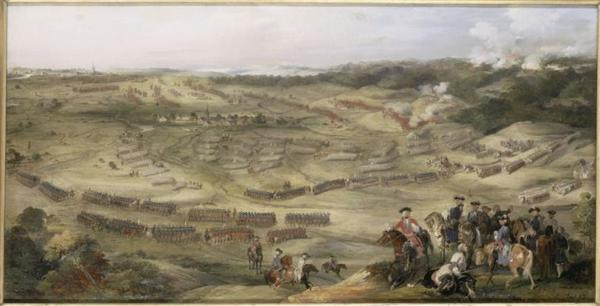
Schlacht bei Hastenbeck

- 1757:In der Schlacht bei Hastenbeck war „Enghien“ mit eine der am meisten engagierten Einheiten, die Capitaines Saint–Pont und Mirval waren gefallen, der Major[6] La Peyrouse und 20 weitere Offiziere wurden verwundet. Danach war das Regiment an der Einnahme von Minden und Hannover beteiligt und kämpfte im Gefecht bei Kloster Zeven und bei Celle
- 1758: Zurück am Rhein wurde es in der Schlacht bei Krefeld eingesetzt.
- 1759: In einer Brigade mit dem Régiment du Dauphin kämpfte „Enghien“ im Gefecht bei Bergen. Hier verlor es den Capitaine de Ray. Nach der Schlacht bei Minden und dem Rückzug nach Kassel musste das Regiment die Capitaines de Migre, Vauferment, und Practomal als Gefallene beklagen, 12 weitere Offiziere wurden verwundet.
- 1760: Ohne viel Anteil zu nehmen, war die Einheit im Gefecht bei Korbach, in der Schlacht bei Warburg und der Schlacht bei Kloster Kampen beteiligt. Am 3. Juli kämpfte „Enghien“ mit Bravour im Gefecht bei Werleshausen. Im September stand das Regiment bei der Belagerung von Meppen.
- 1762: Zu Beginn des Jahres erfolgte die Rückkehr nach Frankreich.

## Friedenszeit
Es wurde Garnison in Mézières und Rocroi bezogen, danach erfolgte im Mai 1763 die Verlegung nach Landrecies und Avesnes, nach Conde im April 1764, nach Sedan im November 1764, nach Briançon im August 1765, nach Toulon im Mai 1766, nach Bordeaux und Blaye im November 1767, nach Lille im Dezember 1770, nach Aire im September 1772, nach Brest (Finistère) im Oktober 1774, nach Belle-Île im November 1775, nach Brest im 1776, nach Saint-Jean-d’Angély und die Île d’Oléron im Oktober 1777.
- 1778: Das Regiment wurde zum Küstenschutz nach der Saintonge abgestellt.
- 1779: Das 2. Bataillon bezog Garnison in Wissembourg und in Fort-Louis, das 1. Bataillon wurde nach Martinique eingeschifft, wo es vier Jahre bleiben sollte.
- 1780: Im April geriet ein Teil des 1. Bataillons, das sich auf einem Schiff der Flotte von Admiral Luc Urbain du Bouëxic de Guichen befand, in Seegefecht mit Schiffen von George Rodney, 1. Baron Rodney. Dabei wurde der Lieutenant d’Aiguisy tödlich verwundet.
- 1784: Das Regiment wurde in Besançon wieder zusammengeführt und verlegte im September 1790 nach Embrun und Montdauphin. In dieser Zeit stellte es 200 Mann in den Militärhafen Toulon ab.

## Revolutionszeit
Das nunmehrige „93e régiment d’infanterie (ci–devant d’Enghien)“ befand sich im Juni 1792 in Bourg und marschierte im folgenden Monat nach Belfort und Straßburg. Das 2. Bataillon verblieb dort, das 1. Bataillon wurde zur Armee von Custine abkommandiert. Es war an der Aktion gegen die Österreicher bei Speyer beteiligt, in der ein österreichisches Bataillon, zwei Bataillone der kurmainzischen Garnison von Mainz und verschiedene kleinere Truppenteile, insgesamt 3200 Mann, am 29. September von Custine mit seiner rund 18.000 Mann aus Landau angegriffen und dieses Korps unter dem Kommando der kurmainzischen Oberst Damian von Winkelmann zur Kapitulation gezwungen wurde. Der Colonel-lieutenant La Potterieprevost war bereits am 26. September gefallen. Es war dann weiter an der Eroberung der Pfalz beteiligt, bezog Garnison in Mainz und verlegte im August 1793 in die Vendée zur Bekämpfung der dortigen Aufstände. Im Dezember 1793 erfolgte der Einsatz in der Zweiten Schlacht bei Weißenburg
Am 10. Juni 1794 wurde der Regimentsverband aufgelöst und die beiden Bataillone zur Aufstellung von Demi-brigades verwendet.

## Second Empire
- 1855 bis 1859: Einsatz bei der Eroberung von Algerien
- 1870 : Deutsch-Französischer Krieg

Am 1. August 1870 war das Regiment der Armée du Rhin zugeteilt.
Zusammen mit dem 94e régiment d’infanterie bildete es die 2. Infanteriebrigade unter dem Kommando von Général Colin. Diese Brigade, dazu die 1. Infanteriebrigade unter dem Kommando von Général Becquet de Sonnay, drei Batterien zu je vier Geschützen Canon de 4 modèle 1858 und eine Pionierkompanie bildeten die 3. Infanteriedivision unter Général de division Lafont de Villiers. Die Division war Teil des 6. Armeekorps von Maréchal Canrobert.
- 16. August 1870 – Schlacht bei Mars-la-Tour
- 18. August 1870 – Schlacht bei Gravelotte
- Bei der Belagerung von Metz in der Festung eingeschlossen.

Gleichzeitig wurde am 16. August 1870 aus den Überzähligen und Neuankömmlingen ein viertes Bataillon aufgestellt. Diese Bataillon verließ das Depot um das 12. Marschregiment zu bilden, das zur 2. Brigade der 2. Division im 13. Armeekorps abgestellt wurde.
- 1881: Einsatz in Tunesien.

## Erster Weltkrieg
Das Regiment wurde in La Roche-sur-Yon mobilisiert.
Es gehörte zur 42. Infanteriebrigade der 2. Infanteriedivision im 11. Armeekorps. Es bestand zum größten Teil aus Bewohnern der Vendée.

### 1914
- Am 15. Oktober befand sich das Regiment in Sedan, von wo aus es sich nach Belgien in Bewegung setzte. Am 16. August war es in Bouillon, dann in La Chapelle. Der Rückzug erfolgte über Martincourt und Stenay zur Aisne. Hier lag es bei Vendresse und Tourteron und kämpfte zwischen dem 6. und 13. September in der Ersten Marneschlacht. Am 19. September befand es sich bei Mourmelon-le-Grand in Abwehrkämpfen. Es folgte der Wettlauf zum Meer und das Gefecht bei Boisselle am 28. September.

### 1915
- Stellungskämpfe. Im Juni Schlacht bei Hébuterne.
- Herbstschlacht in der Champagne. Dann Kämpfe bei Thiepval, Auchonvilles, Hébuterne, Serre
- Stellungskämpfe im Artois

### 1916
- Schlacht um Verdun, Kämpfe auf der Höhe 320, bei La Lauffée, Damloup et cetera.

### 1917
- Stellungskämpfe an der Cote de Poivre bei Verdun
- Schlacht am Chemin des Dames
- Oktober bis Mai 1918 Angriffskämpfe bei Pargny.

### 1918
- Mai bis Juni:  Angriffskämpfe an der Aisne. Kämpfe am Weg und Steinbruch von Rouge-Maison. Am Abend des 27. Mai wurden die Reste des Regiments, 16 Offiziere, 15 Unteroffiziere und 142 Mannschaften aus der Front genommen und nach Ciry-Salsogne in eine längere Ruhepause verlegt.
- Zweite Marneschlacht, Kämpfe bei le Violu, Suippes, Sainte-Marie-à-Py, Thugny und  Raillicourt.

## Zweiter Weltkrieg
Am 9. September 1939 wurde das Regiment unter dem Kommando von Lieutenant-Colonel Le Balle mobilisiert und der 7. Infanteriedivision zugewiesen. Verantwortlich für die Mobilisierung war die “Région Militaire, Centre Mobilisateur d'infanterie ; Réserve A RI Type NE (CMI 43)”.
Über die Einsätze während des Krieges liegen keine Angaben vor, auch nicht über den Verbleib nach dem Ende de Kampfhandlungen.
Nach dem Waffenstillstand mit Frankreich wurde es aufgelöst, oder für aufgelöst erklärt.

## Nachkriegszeit
Im Jahre 1946 wurde das Regiment in der Caserne Charras in Courbevoie und im Camp de Frileuse in
Beynes neu aufgestellt.

### Algerienkrieg
Im Jahre 1957 bildete das 93e RI eine Demi-brigade unter dem Kommando von Colonel Jaud und wurde nach Oujda in Marokko verlegt. Von da aus erfolgte später die Kommandierung nach Algerien. Im Département Oran wurde im Kanton Relizane die Stadt Inkerman (heute Oued Rhiou) eingenommen. Die 2. Kompanie wurde nach Ammi Moussa abgestellt. Sie sollte die Wilaya de Relizane (eine Art Verbandsgemeinde) und das Chélif-Tal kontrollieren und die Gipfel der Ouarsenis in Schach halten.
Nach dem Ende des Krieges wurde das 93e régiment d’infanterie am 19. März 1962 sowie 91 weitere Einheiten zur Bildung der nationalen Streitkräfte herangezogen. Grundlage war der Vertrag von Évian vom 18. März 1962. Es stellte das 485e UFL-UFO und das 486e UFL-UFO (UFL = Union des forces locales – UFO = Unions des forces de l’Ordre) der Streitkräfte der provisorischen algerischen Regierung auf. Die Einheit bestand zu 10 % aus Militärpersonal aus den Metropolen und zu 90 % aus Militärpersonal mit ländlichen Wurzeln (Militaires musulmans). Diese bildeten nach der Unabhängigkeit Algeriens die regulären Streitkräfte.

## Regimentsfahne

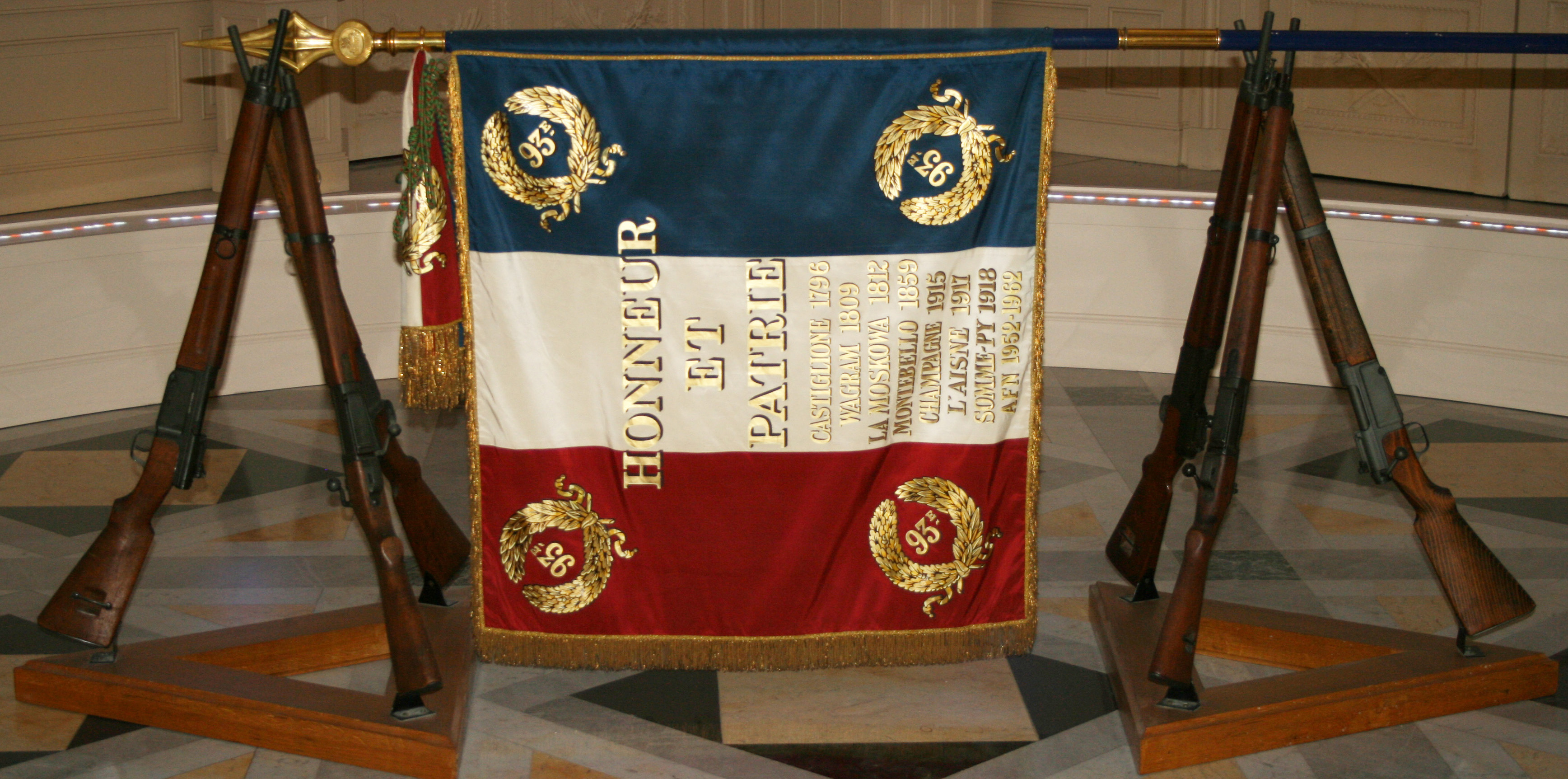
Fahne des 93^{e} RI in Valenciennes

Auf der Rückseite der Regimentsfahne sind (seit Napoleonischer Zeit) in goldenen Lettern die Feldzüge und Schlachten aufgeführt, an denen das Regiment ruhmvoll teilgenommen hat.

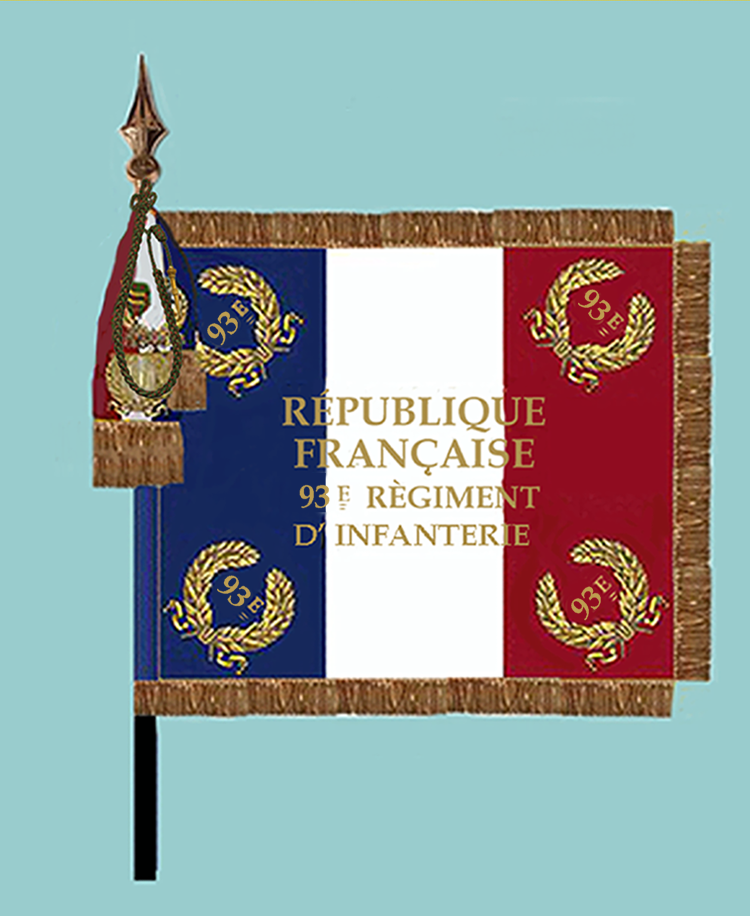
Vorderseite
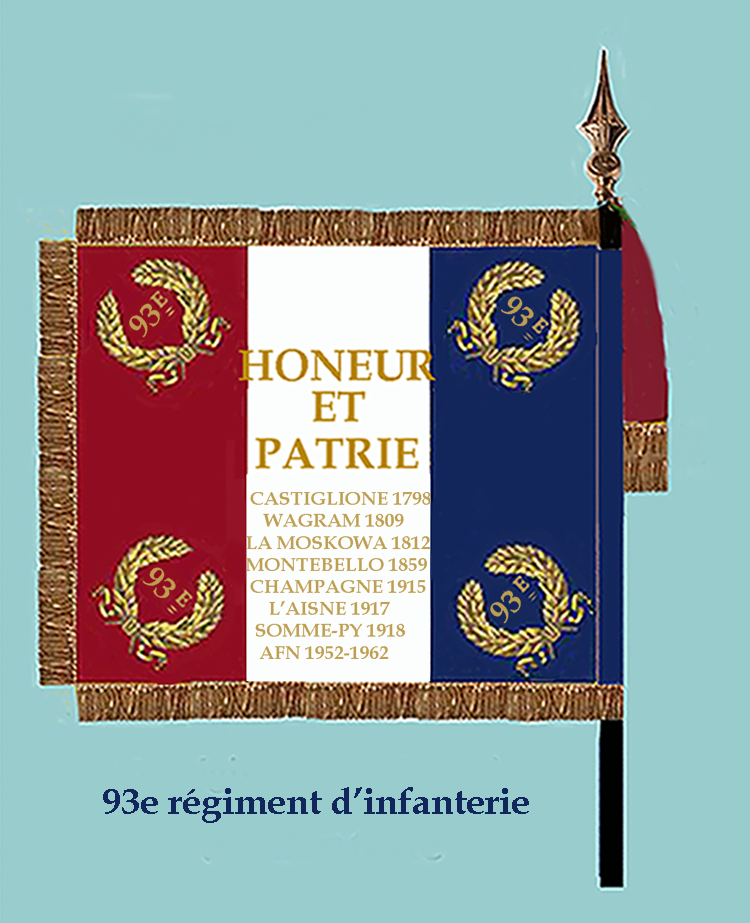
Rückseite

## Auszeichnungen
- Das Fahnenband ist mit dem  Croix de guerre 1914–1918 mit zwei Palmenzweigen für die zweimalige lobende Erwähnung in einem Tagesbefehl der Armee dekoriert. Aufgrund der Teilnahme an der Schlacht bei Solferino wurde dem Regiment 1909 die Goldmedaille der Stadt Mailand verliehen.

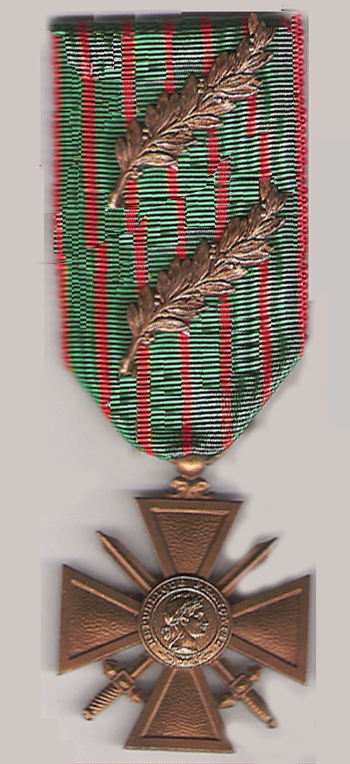
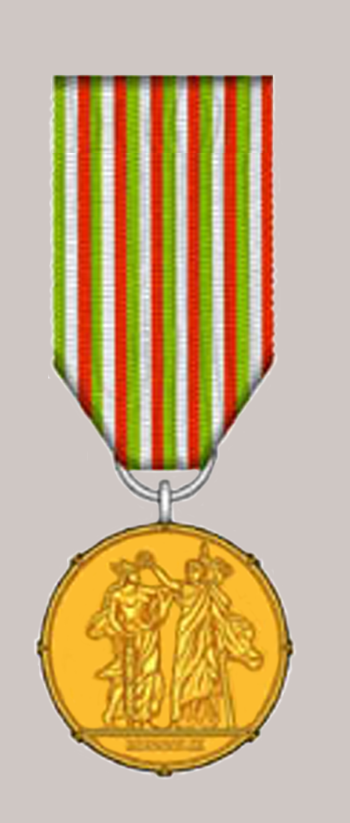

Die Angehörigen des Regiments haben das Recht, (auch bei einer eventuellen Wiederaufstellung) die Fourragère in den Farben des „Croix de Guerre 1914-1918“ zu tragen.
- Général Duchesne, 1805:

„Der Oberkommandierende ist sehr angetan von der Tapferkeit, der Ordnung und Disziplin des 93. Regiments“
- Napoléon 1809 am Abend der Schlacht bei Wagram über das 93. Regiment:

« Vous voyez bien qu’il n’y a rien d’impossible avec de tels hommes. »

„Sie sehen gut, dass mit solchen Männern nichts unmöglich ist.“

## Persönlichkeiten, die im Regiment gedient haben
- Die Marschälle Randon und de Lattre de Tassigny
- Serge Gainsbourg leistete 1948 seinen Wehrdienst ab.
- Bernard Tapie leistete 1962/63 seinen Wehrdienst ab.